# 苏西·埃德曼
苏西·埃德曼（德語：Susi Erdmann，1968年1月29日—），德国女子雪车、雪橇运动员。她曾代表德国参加1992年、1994年、1998年、2002年和2006年冬季奥林匹克运动会，共获得一枚银牌和二枚铜牌。